# Baiano (Fußballspieler, 1987)
Baiano (* 23. Februar 1987 in Correntina; mit vollem Namen Wanderson de Souza Carneiro) ist ein brasilianischer Fußballspieler.

## Karriere
Baiano spielte in der Jugend seit 2006 für Vila Nova FC und gehörte anschließend ein Jahr lang dem Profikader an. Nachdem er für diesen in sechs Spielen eingesetzt worden war, lieh ihn sein Klub an AA Rioverdense aus. 2007 verließ er dann Vila Nova und spielte der Reihe nach für CRA Catalano (kurz als CRAC bekannt) und Anápolis FC.
Ab Sommer 2008 setzte er seine Karriere durch seinen Wechsel zum portugiesischen Verein Belenenses Lissabon im Ausland fort.
Im Sommer 2008 wurde erst sein Wechsel zum türkischen Erstligisten Gaziantepspor verkündet und anschließend dieser wieder aufgehoben. Nach einjähriger Tätigkeit spielte er in Portugal der Reihe nach für FC Paços de Ferreira und Sporting Braga, ehe er im Sommer 2017 vom spanischen Verein Rayo Vallecano verpflichtet wurde.
Zur Saison 2018/19 wechselte er zum türkischen Erstligisten Alanyaspor. Seit August 2020 spielt er wieder in seiner Heimat Brasilien für GE Anápolis.